# Alpu
Alpu là một huyện thuộc tỉnh Eskişehir, Thổ Nhĩ Kỳ. Huyện có diện tích 886 km² và dân số thời điểm năm 2007 là 13870 người, mật độ 16 người/km².